# Барциці (Мазовецьке воєводство)
Барциці (пол. Barcice) — село в Польщі, у гміні Сомянка Вишковського повіту Мазовецького воєводства.
Населення — 204 особи (2011).
У 1975-1998 роках село належало до Остроленцького воєводства.

## Демографія
Демографічна структура станом на 31 березня 2011 року:
|          | Загалом | Допрацездатний вік | Працездатний вік | Постпрацездатний вік |
| -------- | ------- | ------------------ | ---------------- | -------------------- |
| Чоловіки | 104     | 17                 | 69               | 18                   |
| Жінки    | 100     | 18                 | 40               | 42                   |
| Разом    | 204     | 35                 | 109              | 60                   |